# Eucalyptus seeana
Eucalyptus seeana är en myrtenväxtart som beskrevs av Joseph Henry Maiden. Eucalyptus seeana ingår i släktet Eucalyptus och familjen myrtenväxter. Inga underarter finns listade i Catalogue of Life.